# MO Constantine
El MO Constantine (en árabe: مولودية أولمبيك قسنطينة‎) es un equipo de fútbol argelino, fundado en 1939 por el shiekh Abdel hamid Ibn badis el presidente de la "yemiiat el olama el muslinimne.
Sus colores son el blanco y azul, juega en el estadio Stade Mohamed Hamlaoui conocido como estadio 17 de junio de Constantina.

## Palmarés

### Torneos nacionales
- Championnat Première Division (1):

1991
- Subcampeón de la Copa de Argelia (3):

1964 ,1974, 1975

## Participación en competiciones de la CAF
| Temporada | Torneo                            | Ronda | Club                    | Casa | Visita | Global      |
| --------- | --------------------------------- | ----- | ----------------------- | ---- | ------ | ----------- |
| 1977      | Recopa Africana                   | 1     | Luo Union               | 2-01 | 0-1    | 2-1         |
| 1977      | Recopa Africana                   | 2     | El-Ittihad El-Iskandary | 1-0  | 1-3    | 2-3         |
| 1992      | Copa Africana de Clubes Campeones | 1     | Sahel SC                | 2-0  | 1-2    | 3-2         |
| 1992      | Copa Africana de Clubes Campeones | 2     | Ismaily SC              | 1-0  | 0-1    | 1-1 (2-3 p) |
| 2001      | Copa CAF                          | 1     | Al-Merrikh SC           | 1-0  | 2-1    | 3-1         |
| 2001      | Copa CAF                          | 2     | Africa Sports National  | 1-0  | 0-1    | 1-1 (5-6 p) |

1- Debido a un error en el calendario, El Luo Union llegó al partido de vuelta la noche del viernes sin 4 jugadores clave para el partido pactado para la noche del sábado, y fallaron en llegar al estadio para el juego. Se le acreditó la victoria al Constantine 2-0.

## Jugadores

### Plantilla 2006/07
- Merabet Farid Ahmed tiene también un pasaporte Argelino.